# هنري ك. سميث
هنري ك. سميث (بالإنجليزية: Henry K. Smith)‏ هو سياسي أمريكي، ولد في 2 أبريل 1811 في الولايات المتحدة، وتوفي في 23 سبتمبر 1854 في بوفالو في الولايات المتحدة. حزبياً، نشط في الحزب الديمقراطي.